# Dolomedes sulfureus
Dolomedes sulfureus là một loài nhện trong họ Pisauridae.
Loài này thuộc chi Dolomedes. Dolomedes sulfureus được Ludwig Carl Christian Koch miêu tả năm 1878.